# Loge Johannes

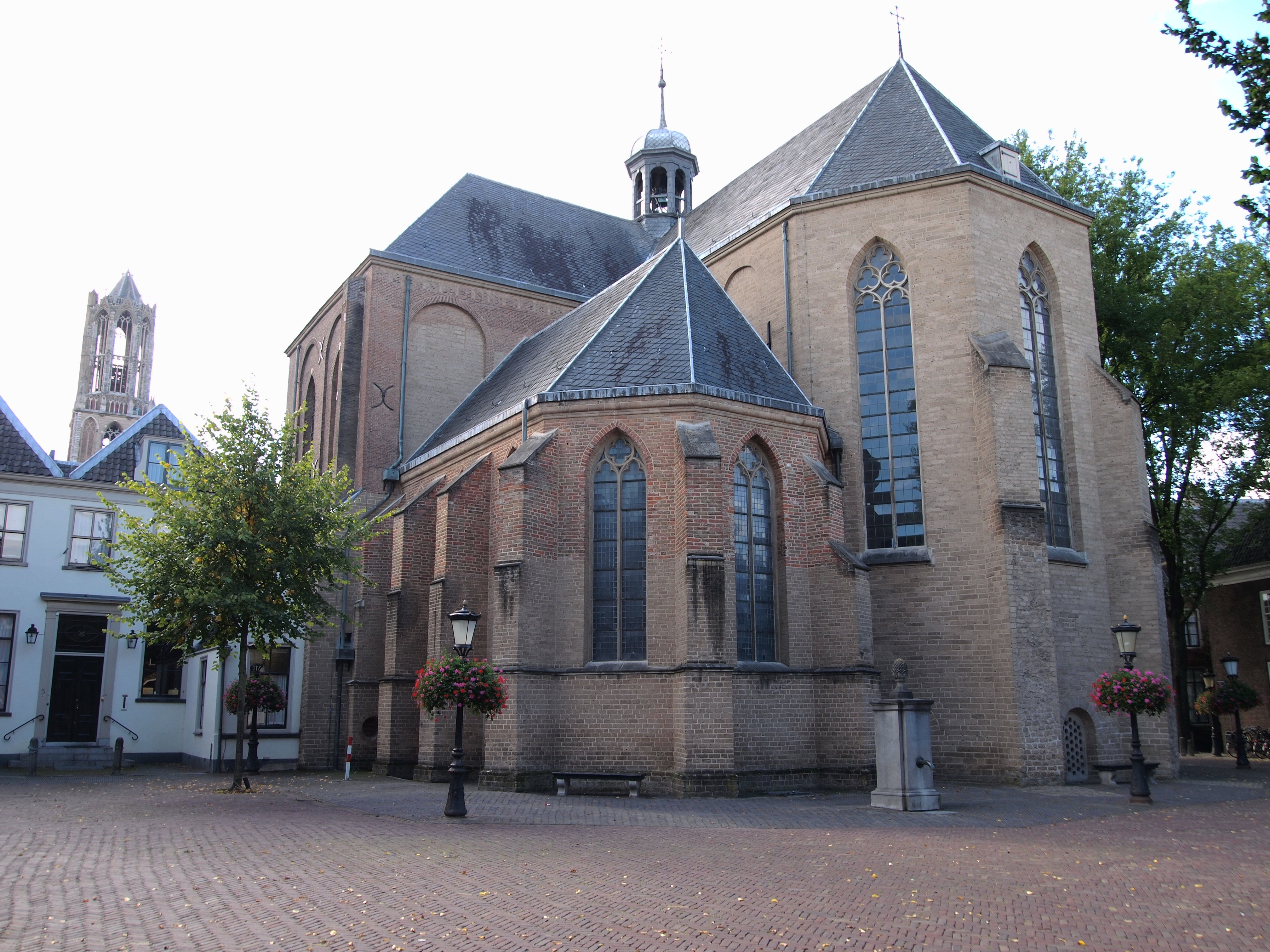
De Pieterskerk (Utrecht)

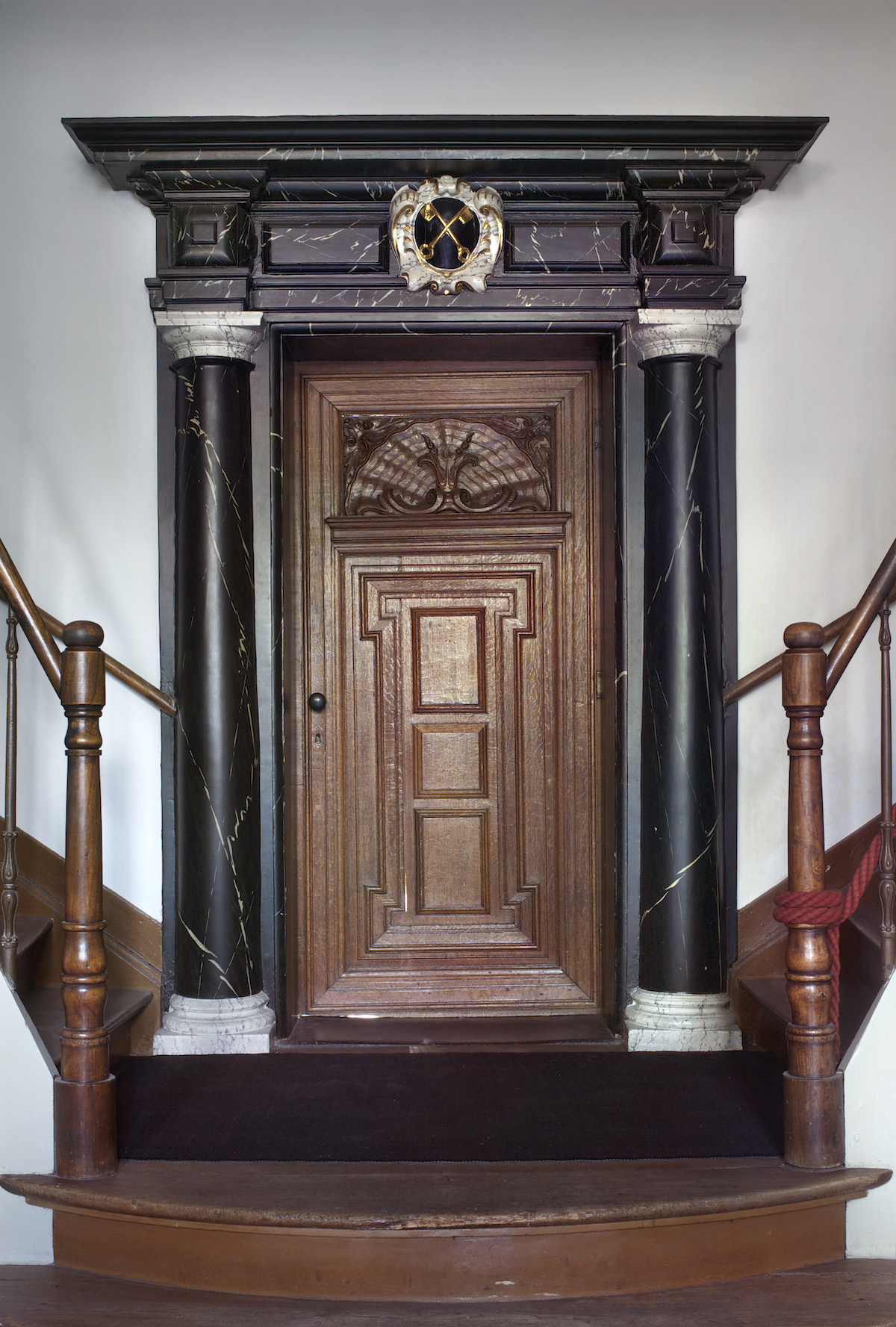
Tempelpoort Loge Johannes

Loge Johannes is een vrijmetselaarsloge gevestigd in Utrecht, onder obediëntie van het Grootoosten der Nederlanden. Loge Johannes is in 1979 opgericht. Ze komt bijeen in de kapittelzaal van de Pieterskerk in Utrecht.

## Geschiedenis van de loge
Op 16 april 1979 werd door Theo Boesman, grootmeester van de Orde van Vrijmetselaren onder het Grootoosten der Nederlanden aan de oprichters van deze werkplaats een wettige constitutiebrief verleend. De installatie van de loge geschiedde op 13 oktober 1979 in Den Haag.

## De loge in de samenleving
Bij Loge Johannes gebeurt alles in Open Loge, dat wil zeggen dat alle avonden formele bijeenkomsten zijn (formeel openen en sluiten, in een donker of zwart pak, met schootsvel en handschoenen). Binnen de loge wordt er geen onderscheid gemaakt naar kleding.

## Loge Johannes nu
De loge heeft veertig leden, met een actieve kern van 25 broeders. Veel zelfstandig ondernemers. De loge komt eens in de veertien dagen bijeen. De loge komt tijdens het werkjaar (september - juni), tweemaal per maand op maandagavond bijeen. Die bijeenkomsten betreffen enerzijds ritualistiek, anderzijds zijn er lezingen. Gebruikelijke onderwerpen zijn onder meer: de vrijmetselarij in het algemeen, de maçonnieke symboliek, persoonlijke lezingen, maatschappelijke onderwerpen, levensbeschouwing/geloof/religie en onderwerpen die verband houden met de doelstellingen van de vrijmetselarij.

## Lidmaatschap
Voor het lidmaatschap van de loge is de toelating als lid van de Orde van Vrijmetselaren onder het Grootoosten der Nederlanden vereist, omdat het lidmaatschap van de loge samenvalt met het lidmaatschap van de Orde. Men wordt daadwerkelijk lid van de loge door een inwijding of door overschrijving van een andere loge. Als iemand lid wil worden, moet hij de beginselverklaring van de Orde van harte kunnen onderschrijven. De Orde van Vrijmetselaren onder het Grootoosten der Nederlanden is een masculiene orde, dat betekent dat alleen mannen lid kunnen zijn.